# Staying a Life
Staying a Life är ett livealbum av det tyska metalbandet Accept. Albumet spelades in i Osaka i Japan 1985 och gavs ut 1990.

## Låtlista

### Skiva ett
1. "Metal Heart" - 5:26
2. "Breaker" - 3:40
3. "Screaming for a Love-bite" - 4:22
4. "Up to the Limit" - 4:45
5. "Living for Tonight" - 3:35
6. "Princess of the Dawn" - 7:49
7. "Neon Nights" - 8:17
8. "Burning" - 7:29

### Skiva två
1. "Head Over Heels" - 5:49
2. "Guitar Solo Wolf" - 4:27
3. "Restless and Wild" - 2:34
4. "Son of a Bitch" - 2:35
5. "London Leatherboys" - 3:54
6. "Love Child" - 5:01
7. "Flash Rockin' Man" - 6:31
8. "Dogs on Leads" - 5:52
9. "Fast as a Shark" - 5:26
10. "Balls to the Wall" - 10:32
11. "Outro (Bound to Fail)" - 1:09

## Medverkande
- Udo Dirkschneider - sång
- Wolf Hoffmann - gitarr
- Jörg Fischer - gitarr
- Peter Baltes - bas
- Stefan Kaufmann - trummor